# تخت (تخت بندر عباس)
تخت (بالفارسية: تخت) هي قرية تقع في إيران في قسم تخت الريفي. يقدر عدد سكانها بـ 2,287 نسمة .